# Thomas Christ

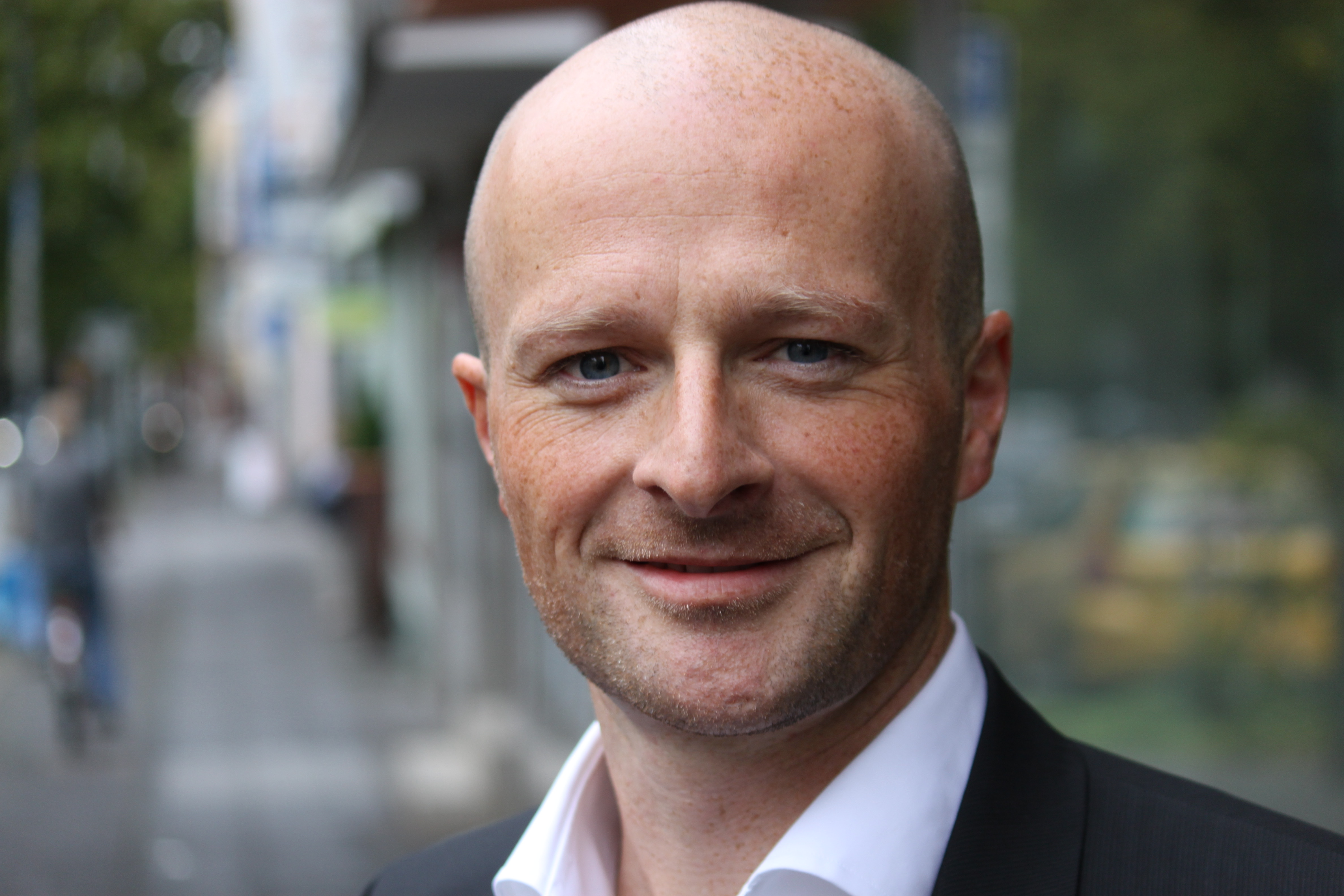
Thomas Christ (2011)

Thomas Christ (* 11. Februar 1974 in Landsberg am Lech) ist ein deutscher Musicaldarsteller und Stimmtrainer.

## Leben
Thomas Christ erhielt seine Ausbildung zum Musicaldarsteller an der Bayerischen Theaterakademie August Everding in München und stand bereits während seines Studiums in The Black Rider im dortigen Metropoltheater auf der Bühne.

### Bühne
Nachfolgende Engagements führten ihn zu Großproduktionen wie Tanz der Vampire in Stuttgart unter der Regie von Roman Polański, Elisabeth in Essen sowie Jekyll & Hyde in Köln, wo er auch die Titelpartie spielte. Des Weiteren gastierte er am Landestheater in Eisenach in Rollen wie Freddy (My Fair Lady), Leopold (Im weißen Rössl) und Monostatos (Die Zauberflöte), ferner am Theater Lübeck u. a. als Jean Valjean (Les Misérables) und in der Titelpartie von Jekyll & Hyde.
In der Spielsaison 2009 engagierten ihn Michael Kunze und Sylvester Levay an das Musicaltheater in Bremen, wo er in der Europapremiere von Marie Antoinette – Das Musical die Partie des Herzog von Orléans einnahm. In der Folge verkörperte er u. a. bei den Schlossfestspielen Ettlingen den Mark Cohen (Rent), in Plauen/Zwickau Vittorio und Oscar (Sweet Charity), am Staatstheater Hannover Harry, das Ross (Guys and Dolls) sowie in der Weltpremiere von Der Besuch der alten Dame bei den Thunerseespielen Toby und den Lehrer. Am Theater Pforzheim war er in der Titelpartie in  Sweeney Todd zu sehen und Teil der Cast in der Uraufführung von Der Medicus beim Musicalsommer Fulda. Wiederholt war er als Che in Evita zu sehen, u. a. in Lübeck sowie am Staatstheater Wiesbaden. Den Valentin in Der Kuss der Spinnenfrau interpretierte er in Lübeck, Flensburg sowie in Eisenach und war in dieser Partie über zwei Spielzeiten am Stadttheater Gießen zu erleben. 2016/17 kehrt er als Aschenputtels Prinz in Ab in den Wald an die Lahn zurück.

### Lehrtätigkeiten
Neben seiner Bühnentätigkeit ist Thomas Christ als Dozent für Schauspiel und Gesang sowie bei diversen Workshops tätig und ließ sich am Complete Vocal Institute in Kopenhagen zum „Authorised CVT Teacher“ ausbilden (2014–2017). 2020 komplettierte er seine Qualifikation mit einem Bachelor of Arts in Music Education (Bachelor in Musikerziehung).  Seit November 2016 hat er einen Lehrauftrag für Gesang am IfM der Hochschule in Osnabrück inne.

## Rollen in Musicals (Auswahl)
- 2000–2002: Tanz der Vampire (Music Hall Stuttgart; Rolle: Ensemble mit Nightmare-Solo)
- 2002–2003: Elisabeth (Colosseum Theater Essen; Rollen: Rauscher, Schwarzenberg)
- 2004/05: Die Zauberflöte (Landestheater Eisenach; Rolle: Monostatos)
- 2005, 2006: Comedian Harmonists (Schlossfestspiele Ettlingen; Rolle: Erich Abraham Collin (2. Tenor))
- 2005/06: My Fair Lady (Landestheater Eisenach; Rolle: Freddy)
- 2006/07: Kuss der Spinnenfrau (Theater Lübeck; Rolle: Valentin)
- 2007–2009: Les Misérables (Theater Lübeck; Rolle: Jean Valjean)
- 2007/08: Im weißen Rössl (Landestheater Flensburg; Rolle: Zahlkellner Leopold)
- 2008–2011: Evita (Theater Lübeck; Rolle: Che)
- 2009: Marie Antoinette (Theater Bremen; Rolle: Herzog von Orléans)
- 2009/10: Jekyll & Hyde (Theater Lübeck; Rolle: Dr. Jekyll/Mr. Hyde)
- 2010: Dracula (Schlossfestspiele Ettlingen; Rolle: Scapino)
- 2010/11: Guys & Dolls (WA) (Staatstheater Hannover; Rolle: Harry, das Ross)
- 2010–2012: Sweet Charity (Theater Zwickau-Plauen; Rolle: Vittorio Vidal – Oscar Lindquist)
- 2011: Rent (Schlossfestspiele Ettlingen; Rolle: Mark Cohen)
- 2012: Comedian Harmonists (Kammerspiele Paderborn; Rolle: Harry Frommermann)
- 2012: Chess (Domfestspiele Bad Gandersheim; Rolle: Frederick Trumper)
- 2012/13: Dracula (Stadttheater Pforzheim; Rolle: Jonathan Harker)
- 2013: Besuch der alten Dame (Thunerseespiele Thun; Rollen: Toby, Cover Lehrer)
- 2013/14: Evita (Staatstheater Wiesbaden; Rolle: Che)
- 2014: Die Schwarzen Brüder (Schloss Bückeburg; Rolle: Ensemble/Paolo, Cover Luigi)
- 2014/15: Kuss der Spinnenfrau (Stadttheater Gießen; Rolle: Valentin)
- 2015: Sweeney Todd (Theater Pforzheim; Rolle: Sweeney)
- 2015/16: West Side Story (Theater Lübeck; Rolle: Riff)
- 2016/19: Der Medicus – Das Musical (Schlosstheater Fulda; Rolle: Ensemble, Cover Karim, Großwesir, Bader, Ibn Sina)
- 2016/17: Ab in den Wald – Into the Woods (Stadttheater Gießen; Rolle: Wolf / Cinderellas Prinz)
- 2017/18: Oliver! - Das Musical  (Theater Lübeck; Rolle: Bill Sykes)
- 2019: Chess (Stadttheater Regensburg; Rolle: Anatoly Sergievsky)
- 2021: A New York Christmas (Theater Nordhausen; Rolle: Phil)
- 2022–2024: Robin Hood – Das Musical (Schlosstheater Fulda, Tour D, CH, A; Rolle: Sheriff von Nottingham, Cover King John, Cover Little John, Assistent Musikal. Leitung)
- 2024: HEIDI – Das neue Musical (Walensee-Bühne/CH; Rolle: Dr. Classen)

## Diskografie
- The Black Rider, Music for the Play. Musik & Texte: Tom Waits, Jalma Music / Melodie der Welt, J. Michel KG
- Cyrano – Das Musical. Musik & Texte: Ed und Koen van Dyke, imagination Company, München
- Die größten Musicalglanzlichter. Broadway Musical Management GmbH, Hamburg
- The Musicals of Kunze & Levay Vol. II. MusicalNet
- Romeo & Julia. Musik: Boris Urbanek, Texte: Jaromír Nohavica, MusicalNet
- Evita. Musik: A.L.Webber, Texte: Tim Rice, Koch Universal
- Marie Antoinette. Musik: Sylvester Levay, Texte: Michael Kunze, Sony Music
- Die Schwarzen Brüder. Musik: Georgij Modestov, Texte: Mirco Vogelsang, Kontrapunkt Musikproduktion
- Der Medicus – Das Musical. Musik & Texte: D. Martin, M. Lux u. a., Media Metis